# Flpsed
flpsed — це WYSIWYG PostScript-PDF анотатор (засіб для додавання нотаток, коментарів тощо) з відкритим сирцевим кодом. Розповсюджується за ліцензією GPLv3. Написаний за допомогою FLTK-інструментарію розробки.

## Функції
- застосування дозволяє вносити «строки» та «нотатки» до існуючого pdf або PostScript
- можливість редагувати та видаляти строки і нотатки, створені застосунком
- але не дозволяє змінювати вже існуючі елементи та структуру pdf або PostScript-об'єкту
- можливість автоматичної пост-обробки «тагованих» строк, що зручно при заповненні «форм»
- можливість імпорту «строк» з інших документів
- імпорт та експорт PDF, також може розглядатись, як PDF-текстовий редактор